# Китайские воззрения на духовный мир

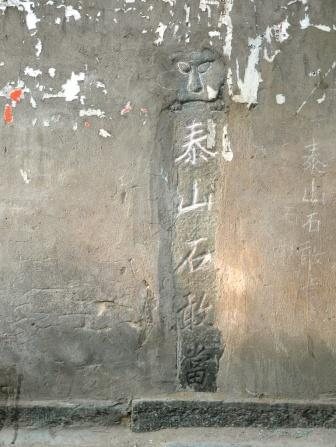
Каменная табличка с горы Тай

Китайские представления о духовном мире заключены в объектах народной культуры, народных обрядах, письменных источниках. Большую часть их можно соотнести с определенной религией, но многие представляют из себя смесь верований. В целом эти концепции произошли от китайских ценностей — почитания предков, сыновней почтительности, признания сосуществования живых и умерших и веры в причинно-следственную связь и реинкарнацию с религиозным подтекстом или без него.

## Обычаи и убеждения
- Поклонение предкам (拜祖) — практика почтить память деяний и памяти усопших. Это продолжение учений Конфуция и Лао-цзы о сыновней почтительности. Старейшины, пожилые люди, особенно родители должны быть уважаемы, к ним следует прислушиваться и заботиться о них. Почитание продолжается и после их смерти. В дополнение к праздникам Цинмин и Чунъян, потомки должны отдать дань уважения предкам во время Чжунъюаньцзе, более известного как День призраков (фестиваль призраков проходит в Дунчжи 冬至). Обязательно установление надгробия или урны от потомков и дополнительно традиционно принято устанавливать алтарь (神台) в своем доме, чтобы регулярно каждый день отдавать дань уважения с помощью джоссовых палочек и чая. Предкам, включая родителей, бабушек и дедушек, поклоняются или почитают их так, как будто они все еще живы.
- Три Царства (三曹) — вера в то, что Небеса, живые и умершие существуют бок о бок; рай место для святых или упокоившихся душ, ад для умерших преступников. Три вун семь пак (三魂七魄) объясняют принципы существование человека. Три сферы — это место, где существует человек, а семь состояний — это то, что заставляет человека существовать. Люди Пуми, например, являются сторонниками этой концепции.[1]
- Цзянь (間) — Живой мир, в котором люди существуют в реальности, называется Ян Цзянь (陽間). Преисподняя, где духи существуют после смерти, считается Инь Цзянь (陰間), хотя это не обязательно негативное место, такое как ад.
- Фан Тай Суй (犯太歲) — применяется обряд когда человек сталкивается с серьезными препятствиями в здоровье, работе и учебе. Согласно китайскому календарю препятствия обычно длятся в течение одного года. Примером может служить опыт гонконгскогой мастера фэн-шуй Раймонда Ло, который пытался объяснить события 2008 года в отношении лидеров Китайской Народной Республики Ху Цзиньтао и Вэнь Цзябао. В анималистической астрологии Лошадь сталкивается с Крысой, вызывая неспокойный год.[2] И Ху, и Вэнь родились в 1942 году, году Лошади, что противоречит 2008 году, году Крысы. Следовательно, 2008 год в Китае был одним из самых неспокойных. Произошли события, связанные тибетскими восстаниями, землетрясением в Сычуани и многии другие.[3] Другим примером является Генри Тан, гороскоп которого поражала Фан Тайшуй в 2012 году, когда он столкнулся с обвинениями из-за незаконного подвала, а также со многими другими событиями во время выборов 2012 года.[4] Тан в конечном итоге проиграл выборы.
- Цунг санг геи (種生基) — обряд, когда прядь волос помещают в определенное место, рассчитанное по фэн-шуй, для продления срока жизни человека. Известным примером является гонконгская актриса Тина Люн, которая выполняла эту практику в 1998 году недалеко от озера Синдао (星島湖) в Бэйхае, Гуанси, Китай. Она умерла ровно через 12 лет, в 2010 году.[5][6]

## Общение с духами
- Фудзи (扶箕) — письмо на планшетке практикуется с использованием либо ротангового сита (см. Косциномантия), либо деревянного стилуса для написания китайских иероглифов на песке или пепле ладана. Эта китайская традиция автоматического письма по-прежнему практикуется в даосских храмах Гонконга, Тайваня и Китая.
- Мун май (問米) — это общение непосредственно с умершими духами. Чаще всего используется для поиска пропавших и связи с умершими родственниками или близкими. Общекультурный термин состоит в том, что люди поднимаются из подполья или спускаются с небес для общения. Имеет сходство с западными спиритическими сеансами.
- Юм си лу (陰司路) — идея дарения «духовных денег» душам умерших для безопасного пути на небеса. В китайской культуре путь на небеса или к реинкарнации может быть наполнен препятствиями. Духовные деньги нужны для того, чтобы отвлечь все беспокойные души на пути будут слишком заняты деньгами. Тогда они оставят путешествующую душу в покое. Также этот обряд предназначен обеспечить спокойствие для живых.
- Удар злодея (打小人) — народное колдовство, популярное в провинции Гуандун в Китае и Гонконге, используемое для изгнания нечистой силы.
- Тонг Лин (通靈) — это путь и канал для общения с духами или божествами. Танки в регионе Миннань будет лучшим примером.

## Символы
- Гуйжэнь (貴人) — Тот, кто может тебе помочь, или кому суждено тебе помочь.
- Сяо жэнь (小人) («Сиу йен» на кантонском диалекте) — Тот, кто может причинить вам боль или суждено причинить вам боль. Простые методы, такие как kau cim, обычно могут сообщить вам, будут ли видны гуйжэнь или сяорэнь в ближайшем будущем.

## Обрядовые предметы
- Меч из персикового дерева (桃木劍) — знаковое оружие, используемое для изгнания демонов во время обрядов даосского экзорцизма.[7] Мечи из Лонг-Маунтин в провинции Цзянси особенно ценятся как мечи высшего качества из персикового дерева.[7]
- Каменные таблички (石敢當) — таблички кладут у главных дверей, перекрестков небольших проспектов, трехсторонних перекрестков, берегов рек или прудов для сбора положительной энергии и отпугивания злых духов. Иногда они используются для блокировки природных явлений, таких как стихийные бедствия.[7]
- Таблички из горного камня Тай (泰山石敢當) — самые мощные каменные таблички сделаны из камней, идущих с горы Тай. Эти каменные таблички имеют форму горы из 5 пальцев.[7] Те, на которых написано (泰山石敢當) возвращает к легенде о битве между божеством войны Чи Ю и Желтым Императором.[7] Предположительно богиня Нюва уронила табличку с надписью Чи Ю и отпугнула его. С тех пор Желтый Император повсюду размещает одну и ту же надпись, чтобы отпугнуть Чи Ю.[7]
- Скрижаль духа — духовный дом в вашем доме для духов предков.

## Отношение к деньгам
- «Чжэн цай» («Цзин кой» на кантонском диалекте) (正財) — это основные деньги, полученные от работы или работы.
- «Hèng cái» («Waang coi» на кантонском диалекте) (橫財) — удача, приводящая к крупным заработкам. Старая китайская цитата гласит: «Если это твое, то твое. Если это не твое, оно никогда не будет твоим»[8]. Примером кого-то, кто считается удачливым ваангкой, является Иди Чан.
- «Pò cái dǎng zāi» («Po coi dong zoi» на кантонском диалекте) (破財擋災) — раздачи большой денег во избежание катастрофы. Некоторым советуют быть готовым к финансовым потерям в определенные астрологические годы.